# أبو حنايا (منبج)
أبو حنايا قرية سوريّة تتبع إداريّاً لمحافظة حلب منطقة منبج ناحية خفسة، بلغ تعداد سكانها (1,293) نسمة حسب التعداد السكاني لعام 2004.